# الآثار الاقتصادية لإعصار كاترينا
كانت الآثار الاقتصادية لإعصار كاترينا، الذي ضرب ولايات لويزيانا وتكساس وميسيسيبي أواخر أغسطس في عام 2005، بعيدة المدى. وفي عام 2006، طالبت إدارة بوش بتخصيص مبلغ 105 مليارات دولار أمريكي لعمليات الإصلاح وإعادة إعمار المنطقة، مما يجعلها أكثر الكوارث الطبيعية تكلفة في تاريخ الولايات المتحدة. وهذا لا يفسر الأضرار التي لحقت بالاقتصاد والذي تسبب فيها الانقطاع المحتمل لإمدادات البترول والصادرات من السلع، مثل القطن. كذلك، قبل حدوث إعصار كاترينا، قامت المنطقة بتوفير ما يقرب من مليون وظيفة خارج القطاع الزراعي، مع وجود 600000 وظيفة منها في نيو أورليانز. وقد قدرت إحدى الدراسات، التي أجراها مارك بورتون ومايكل جي هيكس، إجمالي التأثير الاقتصادي على لويزيانا والميسيسيبي بخسائر تجاوزت 150 مليار دولار أمريكي.
فقد خلفت هذه الكارثة مئات الآلاف من الأشخاص المقيمين بجنوب لويزيانا والميسيسيبي، بما في ذلك تقريبًا كافة الأشخاص القاطنين في نيو أورليانز، والذين أصبحوا عاطلين عن العمل. فلم يتم صرف رواتبهم ولم يتم كذلك إنفاق أي أموال، وبالتالي، لم تقم الحكومات المحلية بجمع أي ضرائب. وسيقلل النقص الهائل في العائدات من مصادر المجتمعات والولايات المتضررة لسنوات قادمة. فقبل هبوب العاصفة، كانت المنطقة بالفعل من أفقر الولايات في أمريكا كما كانت واحدة من المناطق التي شهدت أعلى معدلات البطالة. علاوةً على ذلك، رفض جيم سينسينبرينر، الرئيس الجمهوري بـ اللجنة القضائية في مجلس النواب، السماح لضحايا الإعصار بالاستفادة من أي استثناء وارد في قانون إصلاح الإفلاس الأخير، وتم تمرير مشروع قانون حاز على دعم واسع النطاق من قِبل الصناعة المصرفية ويهدف إلى الحد من التعسف في الحماية من الإفلاس من قِبل المودعين الدائمين، وأولئك القادرين على سداد القروض بطريقة معقولة. ويذكر سينسينبرينر أنه «إذا أفلس شخص ما في كاترينا، ولم تكن لديه القدرة على سداد نسبة 40 % أو أكثر من القروض، فلا ينطبق عليه قانون الإفلاس الجديد في هذه الحالة».
وفي إطار ذلك، كان هناك بعض القلق المُثار في 8 سبتمبر 2005، عندما أصدر الرئيس بوش قرارًا بتعليق قانون ديفيس-باكون بشكل مؤقت في المناطق المتضررة، والذي أتاح للمقاولين العمل في المشاريع الإنشائية الاتحادية على أن يدفع لهم أجورًا أقل من الأجور المحلية السائدة. وتمثلت المخاوف المتعلقة بهذه القرارات في المقام الأول في أن السماح للحكومة بالدفع أقل من الأجر السائد سيسهم في زيادة الفقر في المنطقة، والمصنفة بالفعل ضمن المناطق ذات المعدلات الأقل في الدولة من حيث دخل الأسرة. ولاحقًا، أعيد العمل بهذا القانون في 26 أكتوبر 2005، وسط ضغوط سياسية من كل من الديمقراطيين والجمهوريين في الكونجرس الأمريكي.

## إنتاج النفط

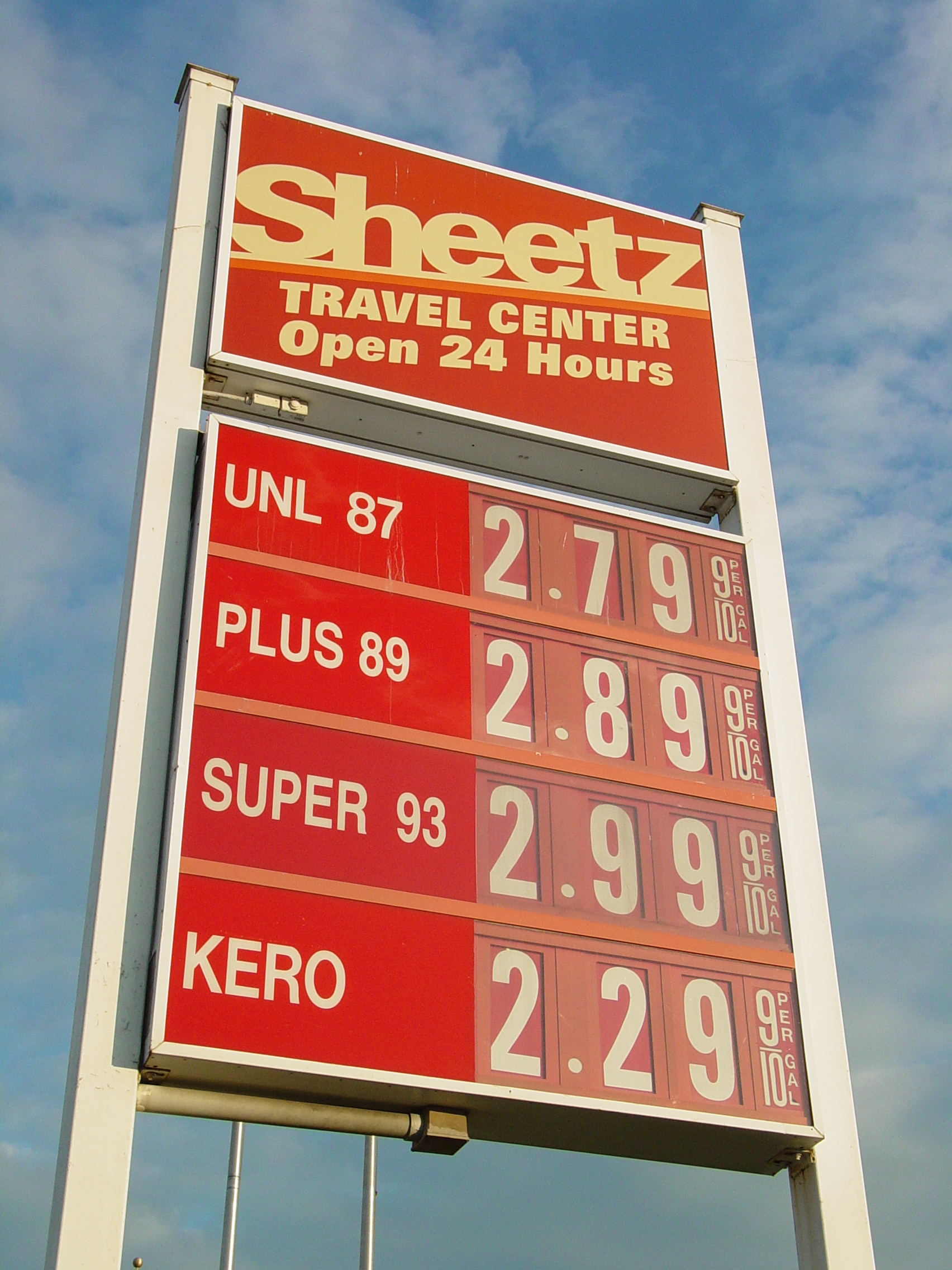
لافتة تعرض أسعار الوقود أمام محطة وقود شيتز بـ جبل جاكسون، فيرجينيا، في 31 أغسطس 2005، في نفس الوقت الذي بدأ فيه إعصار كاترينا ليترك بصمته على أسعار البنزين. ولقد ارتفعت الأسعار بمعدل ثلاثين سنتًا من اليوم السابق للإعصار، وسترتفع بمقدار عشرين سنتًا إضافية قبل انتهاء اليوم.

تسبب هذا الإعصار في توقف عملية إنتاج النفط والاستيراد وعمليات التكرير في خليج عدن، وبالتالي كان لهذا الأمر تأثير كبير على أسعار الوقود. وقبل حدوث هذا الإعصار كان يتم الحصول على واحد على عشرة من كل النفط الخام المستهلك في الولايات المتحدة وحوالي نصف البنزين الذي تنتجه الدولة من معامل التكرير الموجودة بالولايات الواقعة على طول شواطئ الخليج. ويتم استخراج نسبة 24% إضافية من إمدادات الغاز الطبيعي أو استيرادها في المنطقة. علاوةً على ذلك، يتم تخزين احتياطي النفط الإستراتيجي كذلك في هذه المنطقة.
تسببت حالات انقطاع التيار الكهربي التي أعقبت إعصار كاترينا في حدوث مشاكل في توزيع النفط والغاز الطبيعي. وفي إطار ذلك، انقطعت تدفقات خطوط الأنابيب التي تنقل منتجات البترول من أماكن مثل هيوستن إلى مناطق الساحل الشرقي؛ حيث أدى انقطاع الكهرباء إلى إغلاق المضخات التي تحافظ على تدفق المواد البترولية. ولهذا، اتصل ديك تشيني شخصيًا بمدير رابطة باينز الجنوبية للطاقة الكهربية في ليلة 30 أغسطس ومجددًا في صباح اليوم التالي وأمره بتحويل الأطقم العاملة بمجال الطاقة إلى المحطات الثانوية القريبة من كولينز؛ الأمر الذي كان ضروريًا لتشغيل خطوط الأنابيب المستعمرة، والتي تنقل البنزين ووقود الديزل من تكساس إلى منطقة شمال شرق الولايات المتحدة.